# Prova femenina de Fossa als JJOO París 2024
La prova femenina de Fossa als Jocs Olímpics de París 2024 serà la 7a edició de l'esdeveniment masculí en unes Olimpíades. La prova es disputarà entre el 30 i 31 de juliol de 2024 al Centre Nacional de Tir, a la ciutat de Chateauroux.
La tiradora eslovaca Zuzana Rehák-Stefecekova és l'actual campiona de la disciplina olímpica després de guanyar la medalla d'or als Jocs Olímpics de Tòquio de 2020, per davant de l'estatunidenca Kayle Browning i de la sanmarinesa Alessandra Perilli, qui van guanyar la medalla de plata i de bronze, respectivament.
L'equip d'Austràlia és la selecció més guardonada amb 2 medalles d'or, en les 6 edicions que la prova de fossa femenina ha estat present als Jocs Olímpics. L'eslovaca Zuzana Rehák-Stefecekova és la tiradora més premiada amb 1 medalla d'or i 2 medalles de plata.

## Format
Les tiradores classificades han augmentat de les 26 que hi va haver a Tòquio, fins a les 28 que hi haurà en aquesta edició.
La competició començarà amb la fase eliminatòria, on hi participaran les 28 tiradores. Totes elles, dispararan 125 trets, dividits en 5 rondes de 25 trets cadascuna i que es podran dur a terme en dues o tres sessions. Les 8 atletes amb millor puntuació passaran a la final. Si hi hagués empat, es decidiria en llançaments individuals fins que alguna falli.
La final es dividirà entre el Relleu 1 i el Relleu 2 i la Medal Match (partida per la medalla). El Relleu 1 estarà integrat per les tiradors que hagin quedat en les posicions 1, 3, 5 i 7 de la ronda classificatòria i el Relleu 2 estarà integrat per les tiradores que hagin quedat en les posicions 2, 4, 6 i 8 de la ronda classificatòria. Les atletes començaran de 0 i hauran de disparar 15 trets cadascuna. L'atleta de cada relleu amb menor puntuació quedarà eliminada. En cas d'empat, es tindrà en compte la classificació en la fase eliminatòria. Les altres atletes restants dispararan 10 trets més i l'atleta de cada relleu amb menys puntuació quedarà eliminada. En cas d'empat es decidirà en llançament individual fins que alguna falli. Les dues millors tiradores de cada Relleu passaran a la partida per la medalla.
En la partida per la medalla, les 4 tiradores començaran de 0 de nou i dispararan 15 trets. L'atleta amb menor puntuació quedarà eliminada. Seguidament les 3 tiradores restants dispararan 10 trets més i l'atleta amb menor puntuació obtindrà la medalla de bronze. Les dues tiradores finalistes dispararan 10 trets més i qui obtingui la puntuació més alta en el global dels 35 trets, obtindrà la medalla d'or. En cas d'empat es decidirà amb trets individuals fins que alguna falli.

## Classificació
França, com a país amfitrió ja té assignada una plaça a la prova. Les dues primeres places, es van assignar en el Campionat d'Europa d'Escopeta del 2022 i les 4 places següents es van assignar en el Campionat del Món d'Escopeta de 2022. A partir d'aquí, les places s'assignaran en diferents tornejos i proves a nivell continental o mundial, que es disputaran entre el 2023 i el 9 de juny de 2024. Finalment entre les tiradores que encara no estiguin classificades, s'assignarà una plaça segons el rànquing mundial olímpic ISSF i una altra segons el criteri de places universals, per garantir la diversitat dels participants. Cal tenir en compte que cada país, podrà tenir com a màxim dos competidors a la prova.
| Esdeveniment                      | Data                          | Seu              | Places | País          | Atleta                   |
| --------------------------------- | ----------------------------- | ---------------- | ------ | ------------- | ------------------------ |
| Campionat d'Europa d'Escopeta     | 24 agost - 12 setembre 2022   | Làrnaca          | 2      | Itàlia        | Silvana Stanco           |
| Campionat d'Europa d'Escopeta     | 24 agost - 12 setembre 2022   | Làrnaca          | 2      | Regne Unit    | Lucy Hall                |
| Campionat del Món d'Escopeta      | 19 setembre - 12 octubre 2022 | Osijek           | 4      | Eslovàquia    | Zuzana Rehák-Stefecekova |
| Campionat del Món d'Escopeta      | 19 setembre - 12 octubre 2022 | Osijek           | 4      | França        | Carole Cormenier         |
| Campionat del Món d'Escopeta      | 19 setembre - 12 octubre 2022 | Osijek           | 4      | Austràlia     | Catherine Skinner        |
| Campionat del Món d'Escopeta      | 19 setembre - 12 octubre 2022 | Osijek           | 4      | Espanya       | Fátima Gálvez            |
| Campionat de les Amèriques de Tir | 6 - 13 novembre 2022          | Lima             | 1      | Estats Units  | Aeriel Skinner           |
| Jocs Europeus                     | 21 juny - 2 juliol 2023       | Cracòvia         | 1      | Itàlia        | Jessica Rossi            |
| Campionat del Món de Tir          | 14 - 31 agost 2023            | Bakú             | 4      | Taipei        | Lin Yi-chun              |
| Campionat del Món de Tir          | 14 - 31 agost 2023            | Bakú             | 4      | Alemanya      | Kathrin Murche           |
| Campionat del Món de Tir          | 14 - 31 agost 2023            | Bakú             | 4      | Xina          | Wu Cuicui                |
| Campionat del Món de Tir          | 14 - 31 agost 2023            | Bakú             | 4      | Índia         | Rajeshwari Kumari        |
| Campionat d'Europa d'escopeta     | 8 - 27 setembre 2023          | Osijek           | 1      | Portugal      | Maria Coelho de Barros   |
| Campionat d'Àfrica de Tir         | 1 - 10 octubre 2023           | Caire            | 1      | Egipte        | Mariam Tarek Elsayed     |
| Jocs Panamericans                 | 20 octubre - 5 novembre 2023  | Santiago de Xile | 2      | Guatemala     | Adriana Ruano            |
| Jocs Panamericans                 | 20 octubre - 5 novembre 2023  | Santiago de Xile | 2      | Estats Units  | Rachel Tozier            |
| Campionat d'Àsia de Tir           | 22 octubre - 2 novembre 2023  | Changwon         | 2      | Líban         | Ray Bassil               |
| Campionat d'Àsia de Tir           | 22 octubre - 2 novembre 2023  | Changwon         | 2      | Corea del Sud | Cho Seon-ah              |
| Campionat d'Oceania de Tir        | 30 octubre - 6 novembre 2023  | Brisbane         | 1      | Austràlia     | Penny Smith              |
| Campionat d'Àsia d'Escopeta       | 12 - 23 gener 2024            | Al-Kuwait        | 2      | Taipei        | Liu Wan-yu               |
| Campionat d'Àsia d'Escopeta       | 12 - 23 gener 2024            | Al-Kuwait        | 2      | Xina          | Zhang Xinqiu             |
| Campionat de les Amèriques        | 27 febrer - 5 març 2024       | Santo Domingo    | 1      | Guatemala     | Ana Waleska Soto         |
| Campionat de classificació        | 19 - 29 abril 2024            | Doha             | 2      |               |                          |
| Campionat de classificació        | 19 - 29 abril 2024            | Doha             | 2      |               |                          |
| Campionat d'Europa d'Escopeta     | 15 - 27 maig 2024             | Lonato           |        |               |                          |
| Rànquing mundial olímpic          | 9 juny 2024                   | -                | 2      |               |                          |
| Rànquing mundial olímpic          | 9 juny 2024                   | -                | 2      |               |                          |
| Plaça universal                   | -                             | -                | 1      |               |                          |

## Medaller històric
| Posició | País          | 1 | 2 | 3 | Total |
| ------- | ------------- | - | - | - | ----- |
| 1       | Austràlia     | 2 | 0 | 0 | 2     |
| 2       | Eslovàquia    | 1 | 2 | 0 | 3     |
| 3       | Itàlia        | 1 | 0 | 0 | 1     |
| 3       | Finlàndia     | 1 | 0 | 0 | 1     |
| 3       | Lituània      | 1 | 0 | 0 | 1     |
| 6       | Estats Units  | 0 | 1 | 2 | 3     |
| 7       | França        | 0 | 1 | 1 | 2     |
| 8       | Nova Zelanda  | 0 | 1 | 0 | 1     |
| 8       | Espanya       | 0 | 1 | 0 | 1     |
| 10      | San Marino    | 0 | 0 | 1 | 1     |
| 10      | Corea del Sud | 0 | 0 | 1 | 1     |
| 10      | Xina          | 0 | 0 | 1 | 1     |